# Vincent Goes Ahead
Vincent Goes Ahead Jr. és un polític estatunidenc i líder tribal de la Nació Crow de Montana. Goes Ahead va servir com a Cap interí de la Nació Crow de setembre a novembre de 2002 després de la dimissió del seu predecessor, l'antic cap Clifford Birdinground, degut a una acusació de suborn.
Goes Ahead fou elegit vice-cap de la Nació Crow en maig de 2000. Es va convertir en president en funcions de la Nació Crow després que Clifford Birdinground va renunciar al seu càrrec en una carta de dimissió datada el 5 de setembre de 2002.
Goes Ahead participà en una elecció especial per a completar la resta del mandat inacabat de Birdinground. Tanmateix, Goes Ahead fou derrotat en les eleccions per Carl Venne. Venne va guanyar en obtenir 1.589 vots, mentre que Goes Ahead va rebre 1.481 vots. Venne va jurar com a successor de Birdinground el 12 de novembre de 2002. Goes Ahead continuà com a vicecap fins que acabà el seu mandat en 2004.
Goes Ahead va servir com a vicecap de l'Associació Amics de Plenty Coups.